# Antagonisty kwasu foliowego
Antagonisty kwasu foliowego – grupa leków wykorzystujących właściwości kwasu foliowego jako jednego z najważniejszych koenzymów w syntezie kwasów nukleinowych: RNA i DNA.
Kwas foliowy łączy się podczas tych przemian z enzymem dehydrogenazą tetrahydrofolianową. Niektóre leki tej grupy blokują wiązanie kwasu foliowego uniemożliwiając syntezę kwasu tetrahydrofoliowego (THF), niezbędnego w dalszym procesie syntezy zasad purynowych, składników RNA i DNA. Inne leki blokują syntezę kwasu foliowego.
W obydwu przypadkach rezultatem jest zaburzenie wzrostu komórek i w rezultacie ich śmierć. Najsilniej będą działać na komórki o dużej produkcji kwasów nukleinowych, czyli szybko namnażające się (np. komórki nowotworowe), ale działanie na wszystkie komórki organizmu jest podstawą silnych skutków ubocznych leków tej grupy.
- kwas foliowy
- metotreksat
- trimetoprym

Przedstawicielami grupy są:

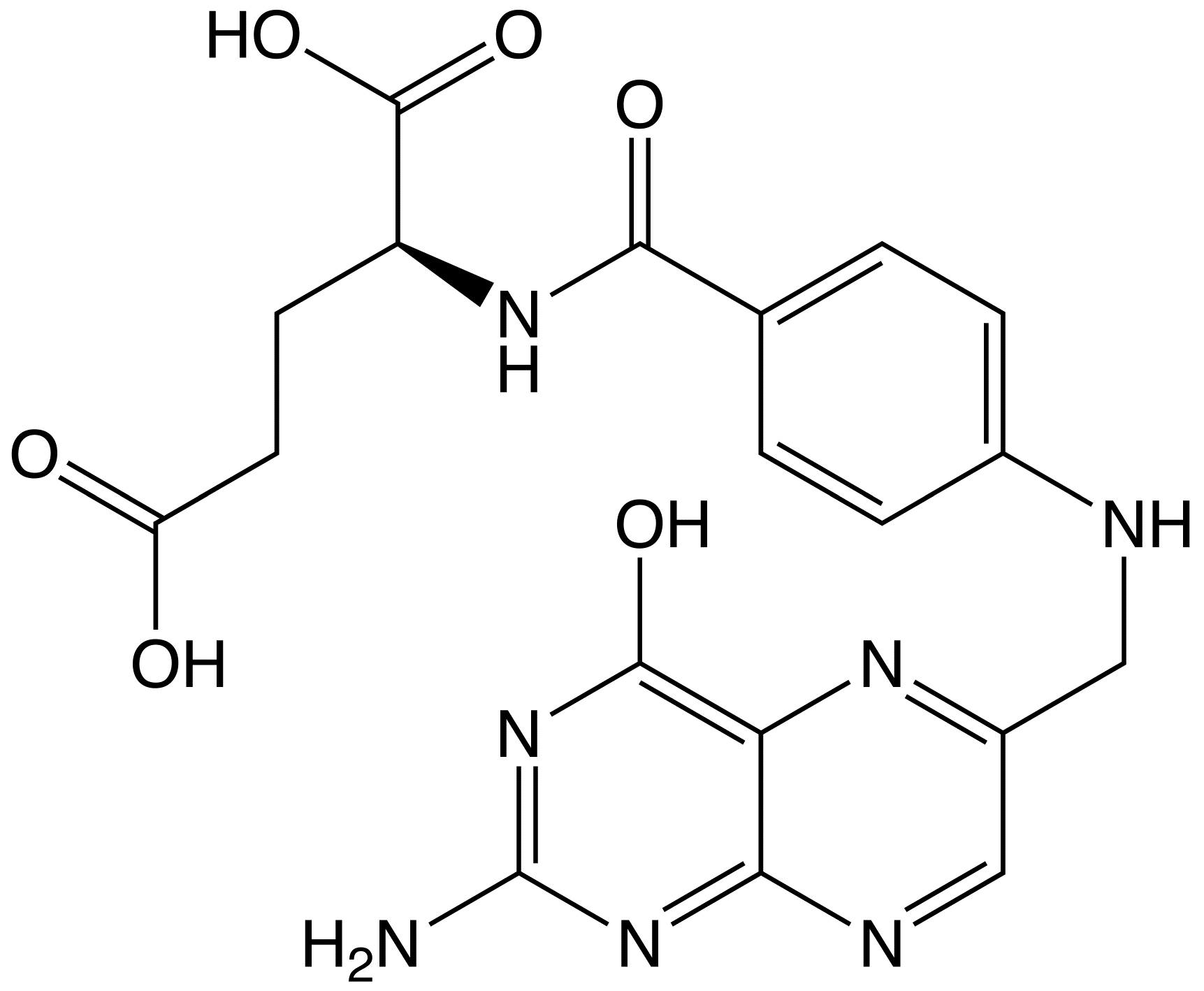
kwas foliowy
metotreksat
trimetoprym

- sulfonamidy
- trimetoprym.

Metotreksat dzięki swemu podobieństwu do kwasu foliowego blokuje kompetycyjnie enzym przekształcający kwas foliowy do kwasu tetrahydrofoliowego w jądrze komórkowym. Zaburza to syntezę DNA i RNA oraz inne ważne życiowo przemiany biochemiczne w komórkach, prowadząc do zaburzeń wzrostu i ich śmierci. Działa jak antywitamina kwasu foliowego.
Sulfonamidy mają antagonistyczne właściwości w stosunku do kwasu p-aminobenzoesowego (PABA), niezbędnego do syntezy kwasu foliowego przez bakterie.
Trimetoprym hamuje reduktazę kwasu foliowego w komórkach bakteryjnych i w efekcie hamuje syntezę puryn w komórkach bakteryjnych.